# National Cholesterol Education Program
Das National Cholesterol Education Program (NCEP) ist ein Programm, das 1985 vom National Heart, Lung, and Blood Institute, einem Institut der National Institutes of Health (NIH) der USA, ins Leben gerufen wurde. Es verfolgt das Ziel, den nach seiner Ansicht auf Hypercholesterinämie zurückzuführenden gestiegenen Anteil kardiovaskulärer Erkrankungen und Herzinfarkte in den USA zu reduzieren.
Das erklärte Ziel des NCEP ist es, die fortschreitende medizinische Forschung über Atherosklerose und KHK zu beobachten und zu analysieren, um daraus ihre Empfehlungen zu erstellen, die vom NIH, der American Heart Association und weiteren medizinischen Fachgesellschaften sowie Laienorganisationen getragen werden und helfen sollen, die Atherosklerose und die kardialen Erkrankungen zu reduzieren.
Kritiker sehen im NCEP eine Lobbyorganisation der Pharmaindustrie.